# 黄帝陵 (平谷区)
平谷黄帝陵、平谷轩辕黄帝陵:369，是中国数个黄帝陵之一。
今北京市平谷区渔子山第六峰相传有黄帝陵，第六峰之南的庙山有轩辕庙:369。当地俗称轩辕台。历史上，此处黄帝陵是否真实存在过，有对立的意见:29—30。

## 文献记载
平谷黄帝陵的最早记载见于《大明一統志·卷一》所记，“鱼子山，在平谷县东北一十里，上有大冢，云轩辕黄帝陵也。唐陳子昂诗：北登蓟丘望，求古轩辕台，疑即谓此。山下有轩辕庙，见存:29。”
《大明一統志》后的北京志书逐步肯定陳子昂《轩辕台》诗中的“古轩辕台”即此，并确认此处即黄帝陵。《长安客话》在其黄帝陵条内，省去了“疑即谓此山”一句。清初孙承泽《春明夢餘錄》鱼子山条记：黄帝都冀，故其陵在冀境内。旧云在桥山，又曰在宁州，非也:29。

## 当代论证
1990年代初，苏秉琦、胡厚宣、赵光贤等学者确认平谷黄帝陵的存在，并加以论证。有研究者则认为，根据《大明一統志》的记载，“即鱼子山下有轩辕庙；但是，有庙也未必即有陵，有庙并不能证明有陵”。据元朝末年成书的《析津志》记载，唐陳子昂《轩辕台》诗中所求的古轩辕台当在元大都之西，近于唐朝时幽州城。此处轩辕台具体所在，已无法考证。而平谷黄帝陵实位于幽州城东北150里以外:29—30。
《炎黄春秋》杂志副总编徐庆全提及，有专家在1992年考证平谷县黄帝陵确实存在后，“平谷县要修建黄帝陵并争正统的说法，喧嚣一时”。今平谷区山东庄镇山东庄村之西的庙山即轩辕庙所在，庙山之北即渔子山第六峰。1993年，山东庄村委会邀请北京市文物研究所，会同中国考古学会、中国社会科学院历史研究所、中华炎黄文化研究会进行考古发掘:369。当年4月，北京市文物研究所、平谷县文化文物局文物管理所组成联合考古发掘队进行发掘，证明轩辕庙旧址是一个历史遗存:369。共揭露遗址面积700多平方米，断层发掘出汉、辽、金、明、清的遗物和“重修轩辕庙记”石碑:369。出土的汉代绳纹灰板瓦等汉代殿堂类建筑材料“意味着，这座黄帝庙的始建年代最晚也可以上溯到汉代。”
1994年，在平谷县人民政府和平谷县有关部门支持下，山东庄村委会对轩辕庙旧址进行修复:369。在山顶重修仿汉建筑风格的轩辕台。阙门后是陳子昂《轩辕台》诗的石碑遗迹和《重修轩辕庙记》汉白玉石碑。正殿为汉代重檐庑殿式建筑。殿内正中有彩塑黄帝坐像。农历三月三，有民众祭拜。
2003年时，中国殷商文化学会、北京市文物保护协会邀请学者进行论证，得出“古代在今北京平谷地区已确实存有‘轩辕黄帝陵’及祭祀的庙宇”的结论，肯定平谷黄帝庙、黄帝陵是地区先民认祖归宗、祭奠先祖黄帝之所。2007年4月，在平谷区山东庄镇山东庄村举行公祭轩辕黄帝陵大典。大典由中国文化部侨联、北京市人民政府侨办、北京市人民政府台办、北京市侨联、北京市投资促进局、中共北京市平谷区委员会、平谷区人民政府、世界客属总会国际事务委员会、香港崇正总会、香港客属社团首长联谊会联合主办。北京市平谷区投资促进局、北京市崇正国际经济文化交流中心承办，北京电视台协办。